# スケアリー・モンスターズ
『スケアリー・モンスターズ』（原題：SCARY MONSTERS）は、イギリスのミュージシャンであるデヴィッド・ボウイの13枚目のアルバム。
1980年9月11日にRCAレコードよりリリースされた。
1991年にEMI（米国ではRYKO）より再発売された際は、4曲の未発表テイクがボーナストラックとして収録された。

## 解説
このアルバムは「ベルリン三部作」の後に制作された、デヴィッド・ボウイにとってRCAレコード在籍時の最後のスタジオ・アルバムとなった作品である。内容としては、初のヒット曲となった「スペイス・オディティ」（1969年）に登場する架空の人物である「トム少佐」が再登場する曲、「アッシュズ・トゥ・アッシュズ」において、「トム少佐」は宇宙飛行士ではなく単なる薬物中毒者であると言い切り、1970年代の自身の活動を否定するような歌詞であるこの曲が象徴となっている。また、ボウイ自身がピエロの扮装をしたり、怯えたトム少佐を演じた同曲のミュージック・ビデオは高評価を得た。前作までの「ベルリン三部作」は音楽面では評価は高かったものの、商業的には成功したとは言えなかった。しかし、本アルバムは全英1位を獲得し、商業的な成功を収めるとともに後にアメリカを含む世界規模でヒットした『レッツ・ダンス』（1983年）以降の作品につながる事となった。
英音楽誌NMEは、本作から「アッシュズ・トゥ・アッシュズ」（9位）、「ファッション」（36位）、「イッツ・ノー・ゲーム(パート1)」（40位）の三曲を「NMEが選ぶデヴィッド・ボウイの究極の名曲1〜40位」に選んでいる。
『ローリング・ストーン』誌が選んだ「歴代最高のアルバム500選」において443位に選ばれている。

## 収録曲
| #  | タイトル                                                                                      | 作詞・作曲 | 時間 |
| -- | --------------------------------------------------------------------------------------------- | ---------- | ---- |
| 1. | 「イッツ・ノー・ゲーム（パート1）」(It's No Game (Part1))                                     |            | 4:16 |
| 2. | 「アップ・ザ・ヒル・バックワーズ」(Up the Hill Backwards)                                     |            | 3:13 |
| 3. | 「スケアリー・モンスターズ（アンド・スーパー・クリプス）」(Scary Monsters (and Super Creeps)) |            | 5:11 |
| 4. | 「アッシュズ・トゥ・アッシュズ」(Ashes to Ashes)                                              |            | 4:23 |
| 5. | 「ファッション」(Fashion)                                                                     |            | 4:47 |

| #         | タイトル                                                  | 作詞・作曲         | 時間  |
| --------- | --------------------------------------------------------- | ------------------ | ----- |
| 6.        | 「ティーンエイジ・ワイルドライフ」(Teenage Wildlife)      |                    | 6:52  |
| 7.        | 「スクリーム・ライク・ア・ベイビー」(Scream Like a Baby)  |                    | 3:35  |
| 8.        | 「キングダム・カム」(Kingdom Come)                        | トム・ヴァーレイン | 3:43  |
| 9.        | 「ビコーズ・ユアー・ヤング」(Because You're Young)        |                    | 4:52  |
| 10.       | 「イッツ・ノー・ゲーム（パート2）」(It's No Game (Part2)) |                    | 4:23  |
| 合計時間: | 合計時間:                                                 | 合計時間:          | 45:08 |

| #   | タイトル                                                                                          | 作詞・作曲                                         | 時間 |
| --- | ------------------------------------------------------------------------------------------------- | -------------------------------------------------- | ---- |
| 11. | 「スペイス・オディティ」(Space Oddity (Re-Recorded single B-side,1979))                           |                                                    | 4:57 |
| 12. | 「パニック・イン・デトロイト」(Panic in Detroit (Re-Recorded version,previously unreleased,1979)) |                                                    | 3:00 |
| 13. | 「クリスタル・ジャパン<インスト>」(Crystal Japan (Japanese single A-side,1979))                   |                                                    | 3:08 |
| 14. | 「アラバマ・ソング」(Alabama Song (UK single A-side,1979))                                        | 作詞：ベルトルト・ブレヒト／作曲：クルト・ヴァイル | 3:50 |

## 参加ミュージシャン
- デヴィッド・ボウイ - ボーカル、キーボード
- カルロス・アロマー - ギター
- ジョージ・ムーレイ - ベース
- デニス・デイヴィス - パーカッション
- ロバート・フリップ - ギター（"It's No Game", "Up the Hill Backwards", "Scary Monsters (And Super Creeps)", "Fashion", "Teenage Wildlife", "Kingdom Come"）
- チャック・ハマー - ギター
- ロイ・ビタン - ピアノ
- アンドリュー・クラーク - シンセサイザー
- ピート・タウンゼント - ギター（"Because You're Young"）
- トニー・ヴィスコンティ - アコースティック・ギター、バッキング・ボーカル
- リン・メイトランド - バッキング・ボーカル
- クリス・ポーター - バッキング・ボーカル
- 廣田三知 - ボイス（"It's No Game (No. 1)"）